# Cerkiew Trzech Świętych Hierarchów w Moskwie
Cerkiew Trzech Świętych Hierarchów – prawosławna cerkiew w Moskwie, w rejonie Basmannym, w Białym Grodzie, w dekanacie Objawienia Pańskiego eparchii moskiewskiej Rosyjskiego Kościoła Prawosławnego.

## Historia

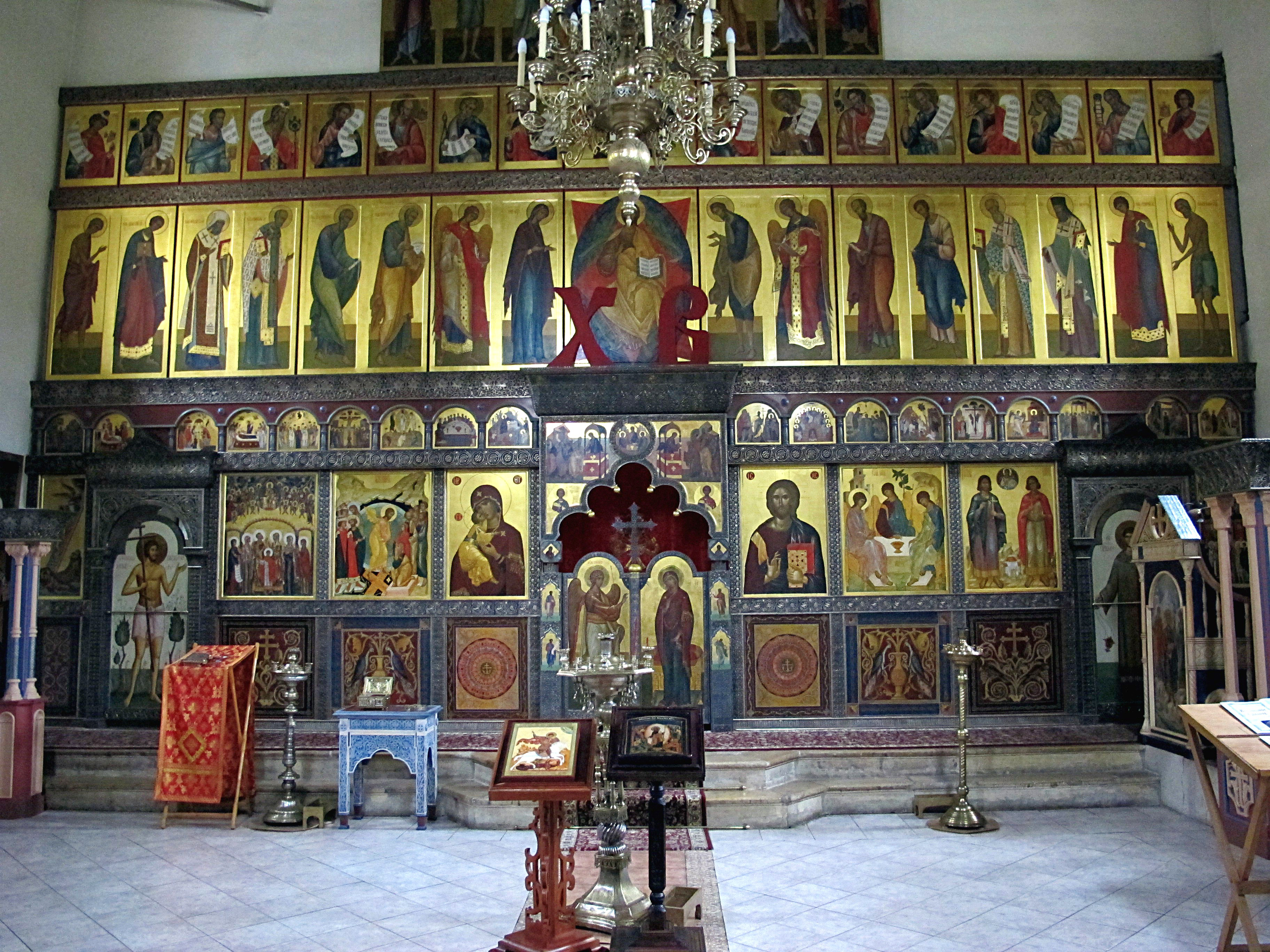
Ikonostas

Cerkiew położona jest na terenie dawnych sadów z letnią rezydencją wielkich książąt moskiewskich. Przy niej działały cerkiew św. Włodzimierza oraz cerkiew Świętych Flora i Laura przy książęcych stajniach (świętych tych uważano za patronów koni). Do niej dobudowano w XV w. domową cerkiew Trzech Świętych Hierarchów, która należała z kolei do podmiejskiej rezydencji metropolitów moskiewskich. W XVI w., w miarę rozwoju urbanistycznego i ludnościowego Moskwy, podmiejską rezydencję wielkich książąt przeniesiono do wsi Pokrowskoje, zaś dawne cerkwie dworskie stały się świątyniami parafialnymi. Z funduszy przekazanych przez parafian na miejscu cerkwi Trzech Świętych Hierarchów oraz świętych Flora i Laura wzniesiono w latach 1670–1674 nową, murowaną dwupoziomową świątynię z ołtarzami pod tymi wezwaniami w dolnej części oraz z ołtarzem Trójcy Świętej w cerkwi górnej, jak również z dzwonnicą, którą nietypowo usytuowano w narożniku budowli. Część z ołtarzem świętych Flora i Laura, do której prowadziło odrębne wejście, stała się cerkwią domową M. Glebowa, właściciela domu naprzeciw terenu cerkiewnego, a następnie jego potomków (do 1830). W świątyni odbywały się regularne nabożeństwa w intencji zmarłych członków rodziny; Glebowowie opiekowali się cerkwią także po tym, gdy wyprowadzili się z Białego Grodu.
Dzięki zamożności parafian w XVIII w. obiekt sakralny kilkakrotnie przebudowano. Dzwonnica z dachem namiotowym została rozebrana, nową konstrukcję tego typu wzniesiono od strony zachodniej. Usunięto również pierwotną zewnętrzną dekorację budynku, nadając mu charakter klasycystyczny. Cerkiew przetrwała pożar Moskwy w 1812, jednak podczas działań wojennych została zdewastowana. W 1813 poświęcono ją powtórnie, jednak z uwagi na małą liczbę parafian obiekt stała się cerkwią filialną parafii św. Jana Chrzciciela. W kolejnych latach mieszkańcy sąsiednich domów postanowili wyremontować obiekt i przywrócić do użytku liturgicznego zniszczone w 1812 ołtarze w dolnej cerkwi. Następnie w 1858 odnowiono zniszczoną górną kondygnację dzwonnicy, ponownie ustawiając na niej dach namiotowy.
Cerkiew pozostała czynna do 1927. Po rewolucji październikowej, gdy w sąsiadujących z nią budynkach policji carskiej urządzono więzienie, a w pobliskim monasterze św. Jana Chrzciciela – obóz dla przeciwników nowych władz. Cerkiew Trzech Świętych Hierarchów została zamknięta na żądanie administracji więzienia, która urządziła w budynku pracownie i magazyn; rozebrano wówczas kopuły i dach namiotowy na dzwonnicy. Ikony i inne elementy wyposażenia obiektu zostały z niego wywiezione, nie wiadomo, co następnie się z nimi stało. W latach 30. XX wieku w dawnej cerkwi i w sąsiadującym z nią domu parafialnym rozlokowano szpital NKWD; w samej świątyni znalazły się pokoje mieszkalne dla jego pracowników, toteż przestrzeń obiektu rozdzielono na szereg małych pomieszczeń. Następnie, gdy pracownicy szpitala przenieśli się do innego budynku, cerkiew stała się zwykłym komunalnym domem mieszkalnym i pełniła te funkcje do lat 60. XX wieku. Następnie podjęto renowację obiektu, uznanego za zabytek. Według projektu Okuniewa przywrócono cerkwi wygląd z XVII stulecia, jednak zwrot świątyni Rosyjskiemu Kościołowi Prawosławnemu nastąpił dopiero 30 czerwca 1992, zaś pierwsze nabożeństwo odprawiono w niej po gruntownym remoncie cztery lata później. Dolny ołtarz Trzech Świętych Hierarchów został przywrócony do użytku liturgicznego w 2003. Wielkiego poświęcenia cerkwi dokonał w 2010 metropolita wołokołamski Hilarion.